# 小沢鋭仁
小沢 鋭仁（おざわ さきひと、戸籍上表記：小澤 鋭仁、1954年〈昭和29年〉5月31日 - ）は、日本の政治家。東京大学大学院新領域創成科学研究科非常勤講師。
衆議院議員（8期）、環境大臣（第13・14代）、衆議院環境委員長、日本新党政策委員長、日本維新の会副幹事長兼国会議員団国会対策委員長、維新の党幹事長代行兼国会議員団幹事長を歴任した。

## 来歴

### 生い立ち
山梨県甲府市生まれ。山梨大学教育学部附属中学校、山梨県立甲府南高等学校、東京大学法学部卒業。大学卒業後、野口悠紀雄、榊原英資の共同研究室で3年間、政策科学や経済学を学ぶ。埼玉大学大学院政策科学研究科（現政策研究大学院大学）で政治学修士号を取得した。
1981年、東京銀行入行。1983年、自由民主党衆議院議員の浜田卓二郎に誘いを受け、政策集団「自由社会フォーラム」事務局長に就任する。自由社会フォーラムでは政策立案を担当した。

### 衆議院議員
1992年、前熊本県知事の細川護煕が結党した日本新党に入党。1993年の第40回衆議院議員総選挙に日本新党公認で山梨県全県区から出馬し、初当選した。細川政権下では、日本新党政策委員長を務める。日本新党においては、小沢は日本新党・新党さきがけの合流に積極的な親・さきがけ派であったため、1994年4月の細川内閣退陣後、小沢は日本新党を離党。中島章夫、五十嵐文彦ら同様に日本新党を離党した議員で院内会派「グループ青雲」を結成。1994年7月、遅れて日本新党を離党した荒井聰、枝野幸男、高見裕一、前原誠司らが結成した院内会派「民主の風」及びグループ青雲は、揃って新党さきがけに合流した。

### 民主党結党
新党さきがけでは院内幹事（国会対策委員長格）・渡海紀三朗の下、副幹事に就任し国会対策に携わる。1996年には、政調会長となった渡海の下で政調会長代理に就任。同年、新党さきがけを離党し、同様にさきがけを離党した鳩山由紀夫や菅直人らを中心に結党された旧民主党に参加（1999年通常国会の衆議院本会議における国旗及び国歌に関する法律の採決では反対票を投じた）。1996年の第41回衆議院議員総選挙では比例南関東ブロック単独で再選。2000年の第42回衆議院議員総選挙では山梨1区から出馬し、自民党で元建設大臣の中尾栄一を破り3選。以後、山梨1区で連続4選。民主党では次の内閣のネクスト経済産業大臣や民主党代表室長、国民運動委員長を歴任した。2004年、衆議院環境委員長に就任。2008年1月には道路特定財源暫定税率問題対策本部の事務局長に就任し、道路特定財源の一般財源化や暫定税率の廃止に向けた議論を主導する。

### 民主党政権

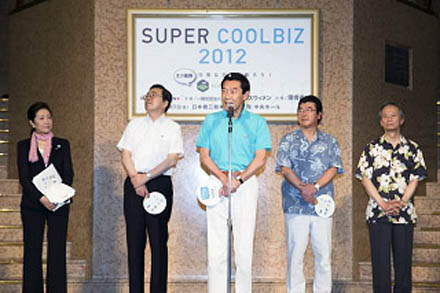
2012年6月1日、歴代環境大臣の小池百合子、斉藤鉄夫、江田五月、環境副大臣の横光克彦と

2009年9月、鳩山由紀夫内閣で環境大臣に任命され、初入閣した。2010年6月に発足した菅直人内閣でも留任。2010年9月民主党代表選挙では小沢一郎を支持したため、9月の内閣改造で再任されず、環境大臣を退任した（後任は松本龍）。同年、衆議院環境委員長に就任。環境大臣退任後は民主党内で21世紀国家ビジョン研究会（略称：国家研、通称：小沢鋭仁グループ）を旗揚げし、代表に就任した。2011年1月には民主党の「社会保障と税の抜本改革調査会」の会長代理に就任（会長は仙谷由人）。年金改革や消費税増税に向けた検討作業に携わる。
2011年8月10日、民主党執行部が決定した、第45回衆議院議員総選挙におけるマニフェストの見直しを批判し、民主党代表選への出馬に意欲を示した。同じ鳩山グループに属する海江田万里、小沢は支持基盤が重複しているため、候補者を一本化するべく前首相の鳩山由紀夫が調整に動き、8月26日、小沢は代表選出馬を断念。海江田への一本化を了承した。
野田内閣発足後、「円高・欧州危機等対応研究会」を結成し、その会長に就任した。
2012年の消費増税をめぐる政局では、6月26日の衆議院本会議で行われた消費増税法案の採決で、党の賛成方針に反して棄権した。民主党は7月3日の常任幹事会で幹事長による注意処分とする方針を決定し、7月9日の常任幹事会で正式決定した。

### 日本維新の会への合流
2012年11月14日、民主党を離党して日本維新の会に合流する意向を表明した。11月19日には民主党に離党届を提出し、民主党は11月21日の常任幹事会で離党届を受理せず除籍処分とすることを決定した。閣僚経験のある民主党議員の維新の会への入党は、小沢が初めてである。同年12月の第46回衆議院議員総選挙では、小沢の離党に激怒した民主党幹事長・輿石東（参議院山梨県選挙区選出）の主導により、民主党は山梨1区に既に政界引退を表明していた内閣官房副長官の斎藤勁を、小沢を落選させることだけを目的に擁立（いわゆる刺客）。このため、輿石の狙い通り非自民票が分散し、自民党新人の宮川典子に2万票超の大差で敗北。2000年の第42回衆議院議員総選挙以来、守り続けていた山梨1区で議席を失ったが、重複立候補していた比例南関東ブロックで復活し、7選した。選挙後、日本維新の会国会議員団国会対策委員長に就任。なお2013年時点で民主党の派閥「国家研」には引き続き籍を置いていた。

### 維新の党結党
2014年に日本維新の会の分党が決定し、6月に石原共同代表を中心とするグループが新党準備会を設立するために党職から離脱すると、平沼赳夫が就いていた国会議員団代表に松野頼久が就任し、松野が就いていた議員団幹事長に小沢が昇格した。また、小沢が就いていた議員団国対委員長には石関貴史が就いた。同年9月に結いの党と合流して維新の党が発足した後の人事でも党幹事長代行兼国会議員団幹事長に就任した。2014年12月の第47回衆議院議員総選挙では、当初山梨1区からの出馬が見込まれていたが、民主党との調整により比例近畿ブロックの単独1位での立候補となり、8選を果たす。しかし、この比例優遇措置について大阪1区を選挙区とする井上英孝衆議院議員が「殴ってまいそうやわ。」と発言するなど党内から強い反発があり、小沢は衆院選後に党幹事長代行と国会議員団幹事長の役職を辞任した。なお、こののち橋下徹代表・松井一郎幹事長の役職辞任などがあったため、維新の党は国会議員団役員会や国会議員団制自体を廃止した。

### 改革結集の会設立
維新の党内で松野頼久代表ら執行部と橋下徹大阪市長に近いいわゆる大阪系議員との対立が激化した。小沢はどちらにも属さない「中間派」として円満な解決を求めてきたが、松野執行部が大阪系国会議員10名と地方議員152名を除名したことに反発し、離党した。その後は同時期に離党した中間派議員と政策集団を作るとし、衆議院の院内会派改革結集の会を結成した。
同年12月21日に改革結集の会を政党化した。

### おおさか維新の会への合流
2016年3月22日、参加を呼びかけられていた民進党への合流を拒否し、おおさか維新の会に入党する意向を表明。翌23日、おおさか維新の会の片山虎之助共同代表が入党を了承した。同年8月23日、おおさか維新の会は「日本維新の会」に改名することが決まった。

### 希望の党参加
2017年9月28日、衆議院が解散。小沢は当初は日本維新の会の山梨1区の公認候補に内定していたが、同日、民進党が希望の党への合流を決定すると、小沢は希望の党に参加の意向を示した。東京25区は、元都議の山下容子が民進党候補として予定されていた。希望の党はここへ小沢を差し向けることを決めた。10月2日、小沢は日本維新の会へ離党届を提出。10月3日午前、新党「立憲民主党」が設立される。同日午後、希望の党は小沢を含む衆院選の第1次公認192人を発表。10月6日、立憲民主党は山下を公認候補とすると発表した。
同年10月22日の第48回衆議院議員総選挙に希望の党公認で東京25区で出馬。小選挙区は自民党の井上信治が当選。野党票は立憲民主党の山下、希望の党の小沢、日本共産党の井上宣の間で分散し、いずれも比例復活もならず落選した。選挙後、自身の事務所や日本維新の会山梨県総支部を閉鎖し、引退した。
2024年（令和6年）11月の秋の叙勲において、旭日大綬章を受章した。

## 政策・主張

### 環境

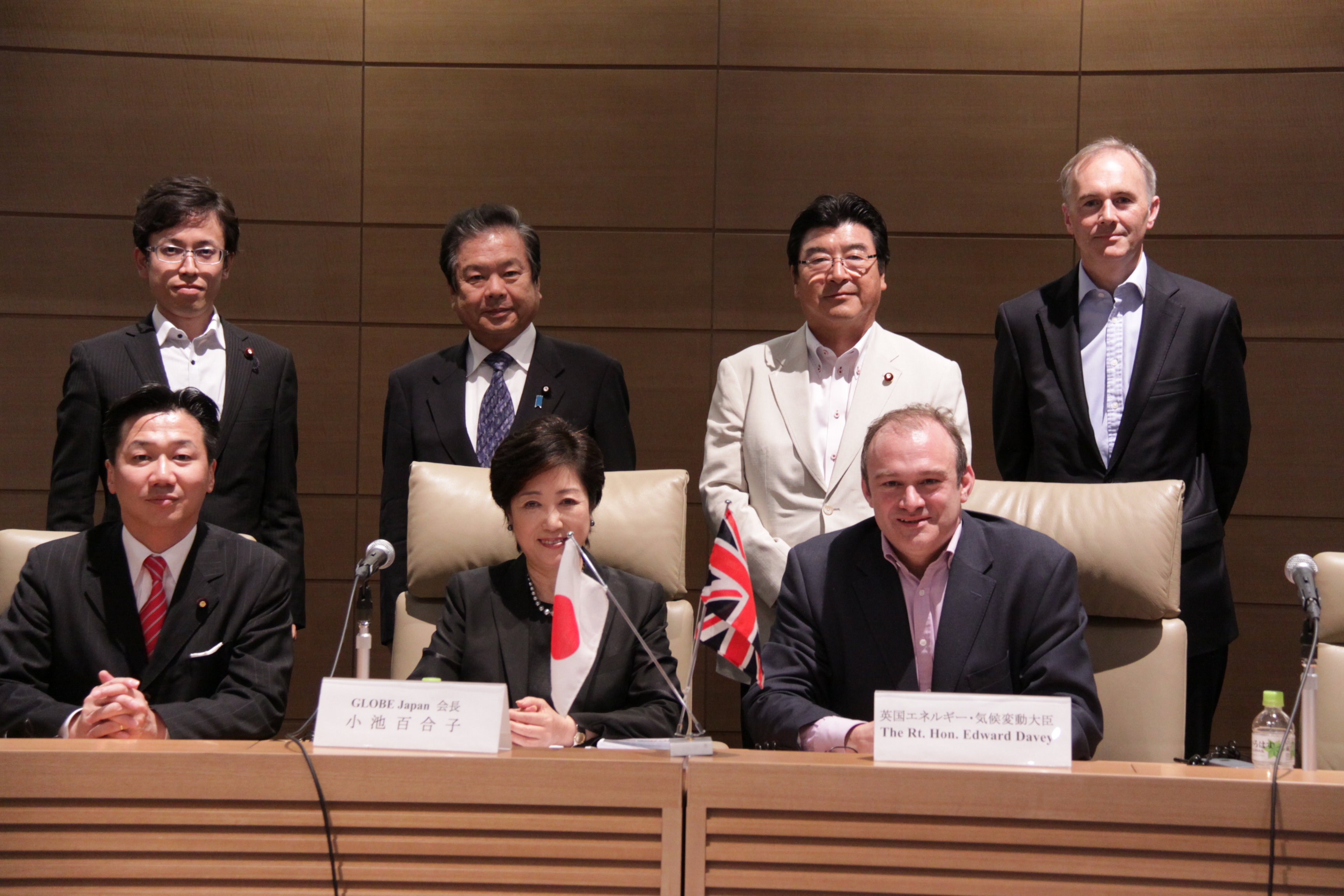
2013年5月、イギリスのエネルギー・気候変動大臣エドワード・デービー（前列右）、日本駐箚特命全権大使ティモシー・ヒッチンズ（後列右）、日本の地球環境国際議員連盟所属議員らと

国連気候変動枠組み条約第15回締約国会議
環境大臣在任中の2009年11月11日、地球温暖化問題に関する閣僚委員会の終了後に会見で、国連気候変動枠組み条約第15回締約国会議（COP15）の政治合意について、日本が温室効果ガスを1990年比で25%削減する数値目標を引き下げることは「一切ない」との対処方針を表明。
2009年12月22日、COP15に於いて京都議定書の単純延長を阻止する外交成果を残したと報告したが、外務省は「具体的に合意に盛り込まれたのは途上国援への資金の話だけ。日本にとって何も成果は得られなかったに等しい」と総評した。
地球温暖化対策税（環境税）の創設を推進
環境大臣在任中の2009年9月14日、就任会見で、二酸化炭素の排出量などに応じて課税する「地球温暖化対策税」を4年以内に導入する方針を明らかにした。
2009年10月28日の記者会見で、30日に提出する2010年度の税制改正要望に地球温暖化対策税（環境税）の創設を盛り込む考えを表明した。
2009年11月4日、地球温暖化対策税（環境税）を導入するため、道路特定財源の暫定税率を廃止する意向を発表した。
鳩山イニシアチブの推進
環境大臣在任中の2009年11月16日、COP15に向けた閣僚級準備会合で鳩山イニシアチブの一環として、途上国の地球温暖化対策支援のため、日本が2012年までの3年間に総額90億ドル（約8000億円）を拠出する方針を明らかにした。
2009年12月16日、COP15の記者会見で、途上国の地球温暖化対策を支援する資金として2012年までの3年間で官民合わせ総額1兆7500億円を拠出すると発表した。
2010年1月8日の閣議後記者会見で、地球温暖防止に向けた国民運動「チャレンジ25キャンペーン」を立ち上げることを表明し、リーダー役に鳩山由紀夫首相、サブリーダーに小沢環境相が就任することを明らかにした。
地球温暖化対策基本法案の成立
環境大臣在任中の2010年2月23日、閣議後記者会見で、政府が今国会に提出する「地球温暖化対策基本法」案について「原発の記載が全くないのはありえない」と述べ、原子力発電の利用を明記する方針を示した。
2010年6月11日、通常国会の会期終了により、地球温暖化対策基本法案が廃案となった。

### マクロ経済政策
2002年、舛添要一参議院議員らと「デフレストップを実現する会」を立ち上げる。
2011年8月、「円高のための緊急提言」発表。
2011年12月、馬淵澄夫衆議院議員と共に、「円高・欧州危機等対応研究会」を設置、会長に就任。2012年3月、同研究会で提言を取りまとめ、民主党執行部・日本銀行に対し提出し、インフレ目標政策の明確化・強化等、抜本的な金融政策の転換を要求。

### 文教科学
教育問題
2009年7月25日、甲府市で開かれた山梨県教職員組合の政治団体「山梨県民主教育政治連盟」の勉強会で「もし民主党に政権を取らせていただければ、お金はしっかりと政治が負担して、そして（教育現場に）余計な口は利かない」と宣言した。

### 通商・産業・エネルギー
電力政策
2011年8月22日の時事通信、26日のダイヤモンド・オンラインのインタビューで、原子力はクリーンエネルギーの一つとして注目していたが、福島第一原子力発電所事故を受け、原子力から段階的に撤退しつつ再生可能エネルギーの充実を目指す考えに変わったことを明かした。

### 法律・政治
鳩山由紀夫の政治資金報告書虚偽記載問題についての見解
鳩山由紀夫の政治資金報告書虚偽記載問題については、「政治資金の問題は、お大尽の鳩山さんのお金を、秘書が実績を上げるために他人名義の献金に見せかけて記載した事件で、政治的な疑惑といったものとは無縁だが、監督責任はあるわけだし、何よりも、政治に対する信頼を失わせていく事につながりかねず、あってはならない事であった」と見解を示している。
外国人参政権の推進
在日韓国人をはじめとする永住外国人住民の法的地位向上を推進する議員連盟の副会長を務め、在日本大韓民国民団の集会において、政権奪取で在日韓国人に対する参政権の実現を約束した。
その他
2017年の朝日新聞によるアンケートにおいて、選択的夫婦別姓制度導入に賛成、としている。

## 人物
- 民主党時代は鳩山由紀夫の側近であり、政権交代を実現する会（鳩山グループ）の事務総長を務めていた。鳩山の首相辞任後にグループを離脱していたが、2011年11月に復帰[54]。なお鳩山グループは、鳩山の政界引退、及び同グループ幹部であった小沢や松野頼久（日本維新の会へ合流）、米長晴信（民主党離党後、みんなの党に入党）の離党、平野博文の退会（雄志会結成、2012年に落選、2014年に小選挙区敗北後比例復活により政界復帰）により事実上解散した。
- 2010年の第22回参議院議員通常選挙では、山梨県選挙区から出馬した参議院議員会長・輿石東の総合選挙対策本部長を務め、輿石は自民党新人の宮川典子を3,745票の僅差で破り、3選。しかし2012年の第46回衆議院議員総選挙では、輿石は選挙直前に民主党を離党し、日本維新の会に合流した小沢の当選を阻止するため、内閣官房副長官の斎藤勁を山梨1区に擁立。小沢、斎藤はいずれも、輿石に敗れた宮川に敗北した（斎藤は比例復活も叶わず、落選）。

## 著書
- 「細川政権250日の真実」（東京出版）
- 『ニューリベラル国家論 : われわれが目指すものは何か』PHP出版、1994年8月19日。

## 所属団体・議員連盟
- 在日韓国人をはじめとする永住外国人住民の法的地位向上を推進する議員連盟 - 副会長
- 恒久平和のために真相究明法の成立を目指す議員連盟
- 民主党娯楽産業健全育成研究会
- パチンコチェーンストア協会（政治分野アドバイザー[55]）
- 国土開発幹線自動車道建設会議
- せんたく議員連合「マニフェスト分科会」 - 共同代表
- 危機管理都市推進議員連盟 - 会長代行
- 富士山を世界遺産にする国民会議 - 幹事長
- ワイン愛好議員連盟
- 歯科医療議員連盟 - 相談役
- 脱地球温暖化議員連盟
- リニア中央新幹線推進議員連盟 - 副会長
- クリーニング業振興議員連盟 - 幹事長
- 行政書士制度推進議員連盟
- 消防政策議員懇談会
- 税理士制度推進議員連盟
- 公認会計士制度推進議員連盟
- 親学推進議員連盟 - 副会長
- 環境プランニング学会 - 顧問
- 超党派国際観光産業振興議員連盟（IR議連） - 副会長